# Mporokosoberge
Die Mporokosoberge bilden den nördlichen Rand des Bangweulubeckens im äußersten Norden von Sambia.
Die Berge bestehen wie das Bassin aus Sandstein (Mporokosogruppe). Nördlich von ihnen liegt der Mweru-Wantipa-See und südlich breiten sich die Bangweulusümpfe aus. Die Mporokosoberge sind nahezu unbesiedelt und mit Miombowald bewachsen. In der Regenzeit sind sie so gut wie unpassierbar. Der Sedimentboden weicht sofort auf und bildet Schlamm. Im Süden der Berge bietet der Fluss Kalungwishi in ihnen eine ganze Reihe imposanter Wasserfälle: die Lumangwe-Fälle, Chimpepefälle, Kabwelumafälle, Kundabwikufälle und die Mumbulumafälle  des Nebenflusses (nördlicher) Luangwa, der vom großen Luangwa zu unterscheiden ist.